# Volejbalový klub Univerzity Palackého Olomouc
O Volejbalový klub Univerzity Palackého Olomouc é um clube de voleibol feminino da República Tcheca, fundado em 1953 cuja sede é em Olomouc

## História
Após o período pós-guerra  começa a renovação da Universidade de Olomouc, que retoma atividades esportivas. O voleibol da universidade inicia na década de 50, quando fundaram em 1953 o departamento de voleibol feminina, com o nome de a Slávia VŠ Olomouc
A equipe feminina de ganhou destaque sendo premiada em 1957, com a parceria do Lokomotiva Olomouc, e após dois anos disputa a segunda liga, posteriormente reforça-se e chega primeira liga. Em 1964, venceu a fase de grupo na Morávia e perdeu na qualificação para a primeira liga. Dois anos mais tarde, no entanto, a equipe se promove a elite nacional onde já ultrapassa a marca da quadragésima quarta participação nesta divisão.
As temporadas mais destacadas do voleibol feminino de Olomouc foi período entre 1993 e 1996, quando a equipe do SK UP Olomouc venceram quatro títulos consecutivos, complementados por duas conquistas da Taça da República Checa. A equipa também compete em jogos internacionais e na edição da Liga dos Campeões da Europa de 1993-94 o SK UP Olomouc finalizou na quarta posição, chegando as quartas de final da edição de 1994-95 e competindo nesta competição novamente no período de 1996-97. O treinador Jiří Teplý que continua treinador do time, participou dos avanços citados.
Após anos de sucesso e conquistas importantes, no período da virada do século houve um declínio, não figurando com frequência no pódio, como ocorria anteriormente, devido a retirada do patrocinador  do Grupo Mora, reduzindo investimento do clube, além da concorrência com o Volejbalový klub Prostějov, que vem estabelecendo uma hegemonia nacional a partir da temporada de 2008-09.
Nas competições de 2015-16 passar a competir como Volejbalový klub Univerzity Palackého Olomouc, z.s, depois como VK UP Olomouc conquistando o vice-campeonato nacional. Na temporada 2016-17, conseguiu derrotar o rival Prostějov depois de muitos anos na Copa da República Checa e foi derrotado na final nacional por 3-2 no mando de quadra do rival terminando com o vice-campeonato.

### Títulos conquistados
Campeonato Checo
- Campeão:1992-93[2], 1993-94[2], 1994-95[2], 1995-96[2]
- Vice-campeão: 2007-08[2], 2010-11[2], 2015-16[2], 2016-17[2]
- Terceiro posto: 1996-97[2], 1998-99[2], 2002-03[2], 2008-09[2], 2011-12[2], 2012-13[2], 2013-14[2]

 Copa da República Checa
- Campeão: 1993-94[2],1994-95[2], 2016-17[2]
- Vice-campeão:2008-09[2],2010-11[2] e 2011-12[2]

  Supercopa Checa
 Liga MEVZA (Europa Central)
- Vice-campeão:2010-11

 Liga dos Campeões da Europa
- Quarto posto: 2017-18[2]

 Copa CEV
 Challenge Cup
 Mundial de Clubes